# De Slimste Mens ter Wereld 2012
De Slimste Mens ter Wereld 2012 was het tiende seizoen van de Belgische televisiequiz De Slimste Mens ter Wereld. Het was het eerste seizoen dat werd uitgezonden op de Vlaamse commerciële zender VIER. Het was het tiende seizoen van de quiz en om dit jubileum te vieren mochten uitzonderlijk ook vier onbekende Vlamingen deelnemen. Vanaf dit seizoen duurt het programma 10 weken. Er nemen 34 kandidaten deel en de voorronde duurt een week langer. Er wordt ook een tweede finaleweek gespeeld. De presentatie was opnieuw in handen van Erik Van Looy. Het seizoen werd gewonnen door Tomas Van Den Spiegel.

## Kandidaten

### Alle deelnemers
| Naam                  | Deelnames | Gewonnen |
| --------------------- | --------- | -------- |
| Meyrem Almaci         | 2         | 0        |
| Guga Baúl             | 3         | 1        |
| Wouter Beke           | 2         | 0        |
| Jean Blaute           | 1         | 0        |
| Pascal Braeckman      | 2         | 0        |
| Stefan Brijs          | 2         | 1        |
| Bart Cannaerts        | 4         | 3        |
| Guinevere Claeys      | 7         | 4        |
| Magali Cobbaert       | 8         | 4        |
| Paulien Cornelisse    | 5         | 2        |
| Jelle De Beule        | 1         | 0        |
| Ann De Craemer        | 2         | 0        |
| Sven De Ridder        | 1         | 0        |
| Arne De Tremerie      | 5         | 2        |
| Michiel Devlieger     | 2         | 0        |
| David Galle           | 1         | 0        |
| Otto-Jan Ham          | 11        | 7        |
| Sofie Lemaire         | 4         | 1        |
| Jan Mulder            | 1         | 0        |
| Jef Neve              | 1         | 0        |
| Laurens Nuyens        | 5         | 0        |
| Élodie Ouédraogo      | 2         | 2        |
| Robin Pront           | 2         | 0        |
| Gertjan Rasschaert    | 1         | 0        |
| Henk Rijckaert        | 1         | 0        |
| Ben Segers            | 2         | 1        |
| Nadia Sminate         | 1         | 0        |
| Peter Van Asbroeck    | 2         | 0        |
| Tomas Van Den Spiegel | 7         | 3        |
| Sylvia Van Driessche  | 4         | 1        |
| Ann Van Elsen         | 1         | 0        |
| Jonas Van Geel        | 1         | 0        |
| Sarah Vangeel         | 1         | 0        |
| Frieda Van Wijck      | 1         | 0        |

| Kleurlegenda                  |
| ----------------------------- |
| Geplaatst voor finaleweken.   |
| Speelt verder in finaleweken. |

### Finaleweken
| Terugkeer   | Naam                  | Deelnames | Gewonnen | Eindrank |
| ----------- | --------------------- | --------- | -------- | -------- |
| 8           | Otto-Jan Ham          | 1         | 0        | Brons    |
| 7           | Magali Cobbaert       | 2         | 1        | Zilver   |
| 6           | Guinevere Claeys      | 1         | 0        | 5e       |
| 5           | Tomas Van Den Spiegel | 4         | 1        | Goud     |
| 4           | Arne De Tremerie      | 1         | 0        | 7e       |
| 3           | Paulien Cornelisse    | 3         | 1        | 6e       |
| 2           | Laurens Nuyens        | 1         | 0        | 9e       |
| 1           | Bart Cannaerts        | 7         | 4        | 4e       |
| Speelt door | Élodie Ouédraogo      | 1         | 0        | 10e      |
| Speelt door | Sven De Ridder        | 3         | 1        | 8e       |

## Afleveringen
| Afl         | Datum             | Winnaar aflevering    | Winnaar eindspel      | Verliezer eindspel    |
| ----------- | ----------------- | --------------------- | --------------------- | --------------------- |
| 1           | 17 september 2012 | Tomas Van Den Spiegel | Sylvia Van Driessche  | Jelle De Beule        |
| 2           | 18 september 2012 | Tomas Van Den Spiegel | Sylvia Van Driessche  | Jonas Van Geel        |
| 3           | 19 september 2012 | Sylvia Van Driessche  | Tomas Van Den Spiegel | Henk Rijckaert        |
| 4           | 20 september 2012 | Tomas Van Den Spiegel | Magali Cobbaert       | Sylvia Van Driessche  |
| 5           | 24 september 2012 | Magali Cobbaert       | Tomas Van Den Spiegel | Jan Mulder            |
| 6           | 25 september 2012 | Magali Cobbaert       | Tomas Van Den Spiegel | Ann Van Elsen         |
| 7           | 26 september 2012 | Magali Cobbaert       | Robin Pront           | Tomas Van Den Spiegel |
| 8           | 27 september 2012 | Stefan Brijs          | Magali Cobbaert       | Robin Pront           |
| 9           | 1 oktober 2012    | Magali Cobbaert       | Peter Van Asbroeck    | Stefan Brijs          |
| 10          | 2 oktober 2012    | Guinevere Claeys      | Magali Cobbaert       | Peter Van Asbroeck    |
| 11          | 3 oktober 2012    | Ben Segers            | Guinevere Claeys      | Magali Cobbaert       |
| 12          | 4 oktober 2012    | Guinevere Claeys      | Pascal Braeckman      | Ben Segers            |
| 13          | 8 oktober 2012    | Guinevere Claeys      | Michiel Devlieger     | Pascal Braeckman      |
| 14          | 9 oktober 2012    | Paulien Cornelisse    | Guinevere Claeys      | Michiel Devlieger     |
| 15          | 10 oktober 2012   | Guinevere Claeys      | Paulien Cornelisse    | Jean Blaute           |
| 16          | 11 oktober 2012   | Arne De Tremerie      | Paulien Cornelisse    | Guinevere Claeys      |
| 17          | 15 oktober 2012   | Paulien Cornelisse    | Arne De Tremerie      | Frieda Van Wijck      |
| 18          | 16 oktober 2012   | Otto-Jan Ham          | Arne De Tremerie      | Paulien Cornelisse    |
| 19          | 17 oktober 2012   | Arne De Tremerie      | Otto-Jan Ham          | David Galle           |
| 20          | 18 oktober 2012   | Otto-Jan Ham          | Ann De Craemer        | Arne De Tremerie      |
| 21          | 22 oktober 2012   | Otto-Jan Ham          | Laurens Nuyens        | Ann De Craemer        |
| 22          | 23 oktober 2012   | Otto-Jan Ham          | Laurens Nuyens        | Sarah Vangeel         |
| 23          | 24 oktober 2012   | Otto-Jan Ham          | Laurens Nuyens        | Gertjan Rasschaert    |
| 24          | 25 oktober 2012   | Otto-Jan Ham          | Laurens Nuyens        | Jef Neve              |
| 25          | 29 oktober 2012   | Otto-Jan Ham          | Guga Baúl             | Laurens Nuyens        |
| 26          | 30 oktober 2012   | Guga Baúl             | Otto-Jan Ham          | Nadia Sminate         |
| 27          | 31 oktober 2012   | Bart Cannaerts        | Otto-Jan Ham          | Guga Baúl             |
| 28          | 1 november 2012   | Bart Cannaerts        | Wouter Beke           | Otto-Jan Ham          |
| 29          | 5 november 2012   | Bart Cannaerts        | Sofie Lemaire         | Wouter Beke           |
| 30          | 6 november 2012   | Sofie Lemaire         | Meyrem Almaci         | Bart Cannaerts        |
| 31          | 7 november 2012   | Élodie Ouédraogo      | Sofie Lemaire         | Meyrem Almaci         |
| 32          | 8 november 2012   | Élodie Ouédraogo      | Sven De Ridder        | Sofie Lemaire         |
| Finaleweken |                   |                       |                       |                       |
| 33          | 12 november 2012  | Sven De Ridder        | Bart Cannaerts        | Élodie Ouédraogo      |
| 34          | 13 november 2012  | Bart Cannaerts        | Sven De Ridder        | Laurens Nuyens        |
| 35          | 14 november 2012  | Paulien Cornelisse    | Bart Cannaerts        | Sven De Ridder        |
| 36          | 15 november 2012  | Bart Cannaerts        | Paulien Cornelisse    | Arne De Tremerie      |
| 37          | 19 november 2012  | Bart Cannaerts        | Tomas Van Den Spiegel | Paulien Cornelisse    |
| 38          | 20 november 2012  | Bart Cannaerts        | Tomas Van Den Spiegel | Guinevere Claeys      |
| 39          | 21 november 2012  | Magali Cobbaert       | Tomas Van Den Spiegel | Bart Cannaerts        |
| Finale      | Finale            | Slimste Mens          | Verliezer eindspel    | Verliezer aflevering  |
| 40          | 22 november 2012  | Tomas Van Den Spiegel | Magali Cobbaert       | Otto-Jan Ham          |

## Jury
| Vast jurylid     | Aanvullend jurylid |
| ---------------- | --- |
| Philippe Geubels | Afwisselend Frans Bauer, Astrid Coppens, Herman De Croo, Sven De Leijer, Wouter Deprez, Tine Embrechts, Frank Focketyn, Walter Grootaers, Martin Heylen, Jani Kazaltzis, Karl-Heinz Lambertz, Guy Mortier, Natalia, Henk Rijckaert, Lieven Scheire, Annemie Struyf, Rik Torfs, Jean Paul Van Bendegem, Bruno Vanden Broecke, Adriaan Van den Hoof, Frank Vander linden, Jonas Van Geel en Steven Van Herreweghe. |

## Bijzonderheden
- Dit seizoen vond bijna twee jaar na het vorige plaats. Dit had te maken met het rustjaar dat het programma had ingelast omwille van de overname van VT4 door Woestijnvis.
- Aanvankelijk zouden Johan Boskamp en Alexander De Croo meedoen, zij werden in oktober echter vervangen door Guga Baúl en Sven De Ridder.
- Door de toevoeging van een tweede finaleweek kon Bart Cannaerts er als eerste kandidaat ooit in slagen om zijn prestatie in de voorronde (vier afleveringen en drie overwinningen) te verbeteren in de finaleweken (zeven afleveringen en drie overwinningen). Hij sneuvelde uiteindelijk vlak voor de seizoensfinale.
- Het was nog maar de tweede keer dat de latere winnaar in de eerste aflevering van het seizoen aantrad. Enkel Stany Crets deed dit Tomas Van Den Spiegel ooit voor in seizoen 2.
- Jonas van Geel en Henk Rijckaert waren zowel kandidaat als juyrlid in dit seizoen.